# Kazimierz Jan Piątek

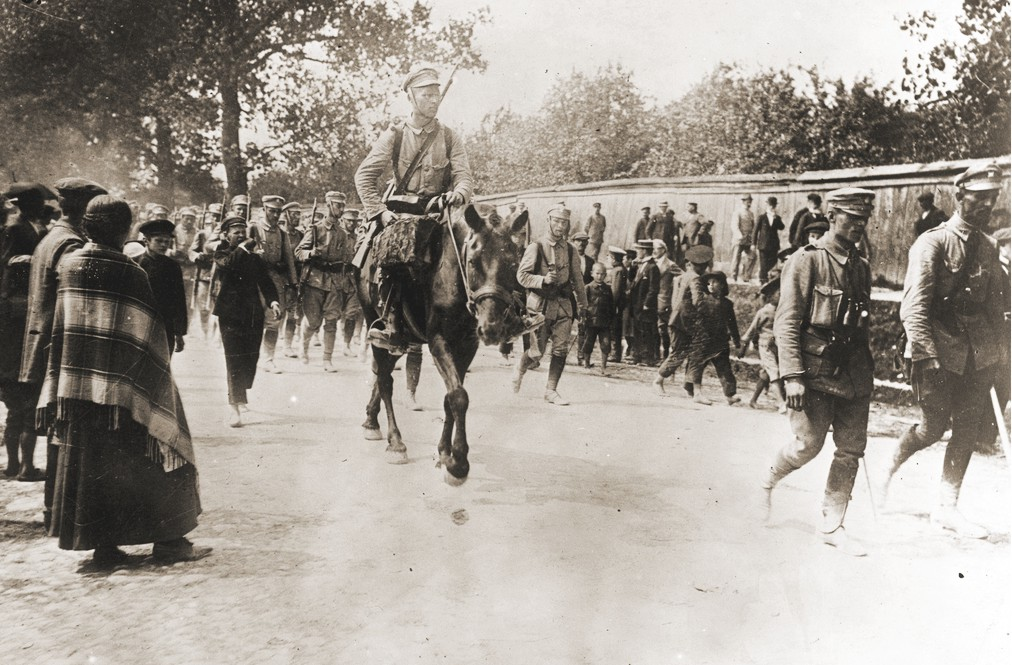
I Kompania Kadrowa w Kielcach,
12 sierpnia 1914

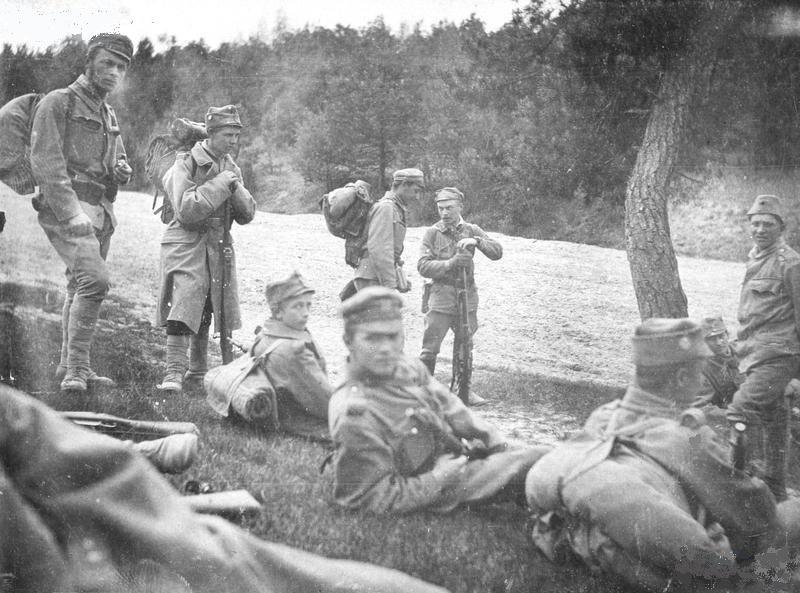
kapitan Kazimierz Herwin-Piątek pod Konarami wśród odpoczywających żołnierzy (14 maja 1915)

Kazimierz Jan Piątek ps. Herwin (ur. 2 marca 1886 w Krakowie, zm. 20 maja 1915 w Pęcławicach Górnych) – kapitan Legionów Polskich, dowódca 1 Kompanii Kadrowej po Tadeuszu Kasprzyckim, następnie II batalionu 1 pułku piechoty oraz V batalionu I Brygady. Członek Związku Strzeleckiego.

## Życiorys
Był synem Pawła i Marii z domu Nalepa. Po ukończeniu Gimnazjum św. Jacka w Krakowie, w latach 1906–1910 studiował na Wydziale Filozoficznym Uniwersytetu Jagiellońskiego, po ukończeniu którego podjął pracę w charakterze konserwatora zabytków w Muzeum Narodowym w Krakowie.
W 1912 roku wstąpił do Związku Strzeleckiego i ukończył kurs oficerski, otrzymując z rąk Józefa Piłsudskiego znak oficerski „Parasol”. Wkrótce awansował na komendanta oddziału Kraków–Podgórze. Przez Józefa Piłsudskiego został mianowany dowódcą Pierwszej Kompanii Kadrowej. Stanowisko to objął dopiero po przekroczeniu granicy zaborów w Michałowicach, gdyż ciążył na nim zarzut dezercji – nie stawił się po otrzymaniu karty mobilizacyjnej do armii austriackiej. Początkowo był komendantem I plutonu, a od 8 sierpnia 1914 pod Miechowem został oficjalnie dowódcą Kadrówki.
12 sierpnia 1914 jako pierwszy wjechał do Kielc i wprowadził 1 Kompanię Kadrową. 9 października 1914 otrzymał stopień kapitana. Pierwszy raz został ranny pod Łowczówkiem 23 grudnia 1914. Został też ranny podczas walk o wzgórze Kozinek-Płaczkowice w bitwie pod Konarami 19 maja 1915 roku. Przewieziono go do lazaretu wojskowego w Pęcławicach Górnych wraz z czterema innymi oficerami, gdzie zmarł następnego dnia. Przez cały czas służby nosił w tornistrze komplet dzieł Juliusza Słowackiego.
Według jednej wersji, początkowo pochowano wszystkich w pojedynczych grobach (w tzw. Dąbkach w górnej kwaterze) na gruncie rolnika Stanisława Witkowskiego w Pęcławicach Górnych. Jednak pozostałą trójkę zabrały rodziny do ich rodzinnych miejscowości. Po ciało kpt. Herwina Piątka w marcu 1917 zgłosiła się rodzina z Krakowa. Ciało zmarłego miał przewieźć pewien furman, który pracował u Wojciecha Zająca mieszkańca wsi Pęcławice Górne. Wspomniany Wojciech Zając wynajmował konie i wóz staszowskiemu żydowi Siejce (właścicielowi hurtowni metalu). Żyd Siejka prowadził handel: do Krakowa wysyłał artykuły rolne a stamtąd przywoził artykuły przemysłowe. Furmanowi Siejka płacił 1 rubla za dzień pracy, a drugiego rubla dostawał od Wojciecha Zająca. Za transport ciała kpt. Herwina żyd zgodził się z rodziną na 800 rubli. Ekshumowano ciało kapitana z Dąbek. Jednak furman chciał większa dolę od żyda za taki transport. W wyniku sporu nie doszło do porozumienia między żydem a furmanem, a ciało kapitana nie wróciło do Pęcławic Górnych, ale zawieziono je do kaplicy cmentarnej w Szczeglicach, gdzie spoczywa do dziś. W dniu 17 maja 2002 roku odsłonięto w Pęcławicach Górnych obok remizy strażackiej pomnik ku czci legionistów Piłsudskiego, zmarłych w tej wsi.
Problemy z miejscem pochówku wynikają z tego, iż w tym miejscu, gdzie pochowane było ciało kpt. Herwina w Pęcławicach Górnych, były dwie kwatery. Górną kwaterę zajmowali oficerowie, natomiast dolną szeregowi. W 1938 kiedy przenoszono pozostałe ciała z Pęcławic Górnych do Gór Pęchowskich, przeniesiono te z dolnej kwatery – ciała szeregowych, gdyż w górnej kwaterze już nikogo nie było. Ciało „Herwina” zostało wcześniej przeniesione w 1918 r. na cmentarz wojenny w przysiółku Samotnia we wsi Jurkowice.
Według drugiej wersji, opisanej przez badaczkę miejsc pochówku żołnierzy I Brygady Legionów Polskich, Urszulę Oettingen, grób Kazimierza Jana Piątka znajduje się w miejscowości Góry Pęchowskie, gdzie została umieszczona tablica pamiątkowa ufundowana przez rodzinę. 

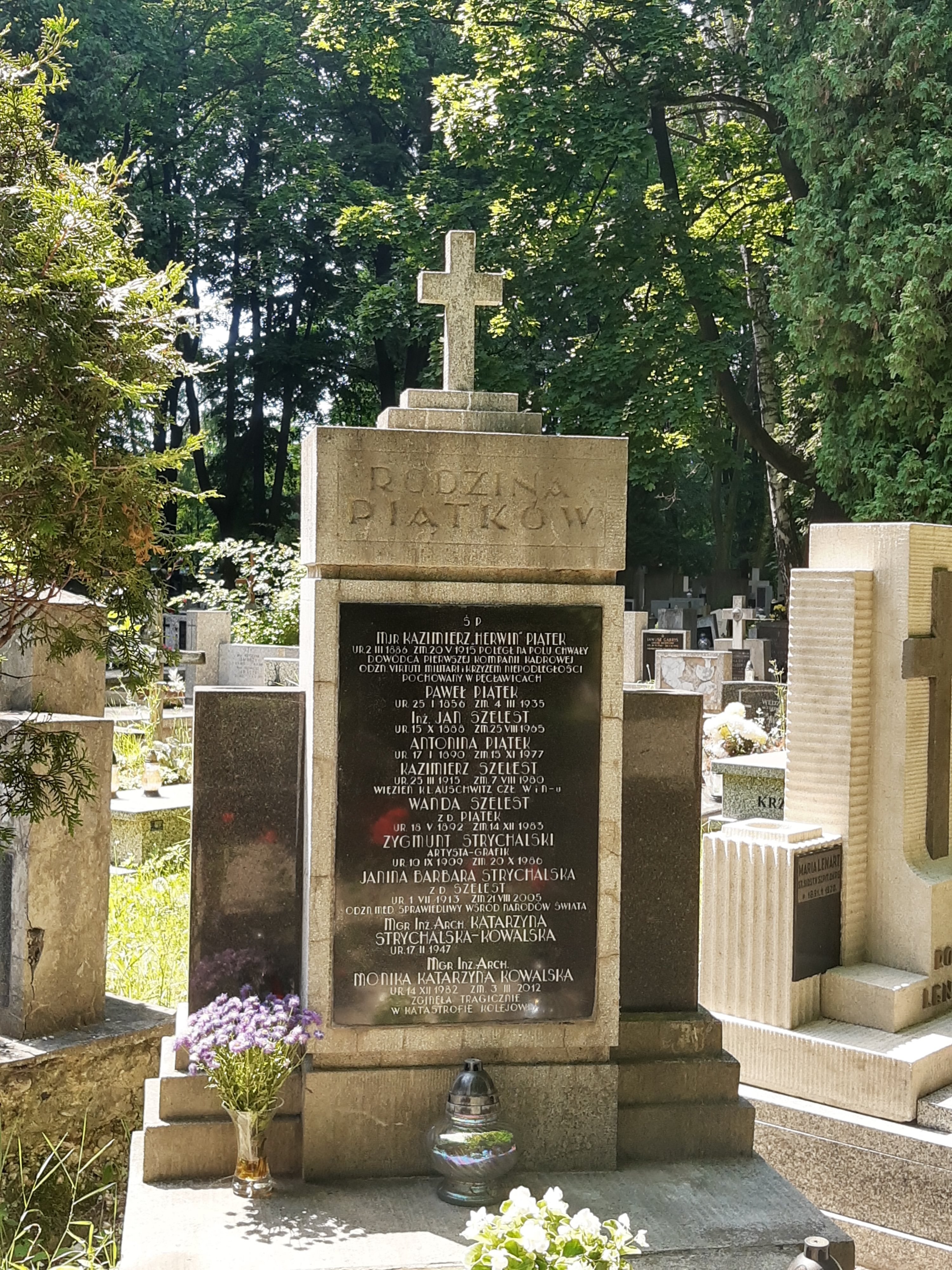
Grób symboliczny Kazimierza Piątka na cmentarzu wojskowym przy ul. Prandoty w Krakowie (kwatera 6 wojskowa)

## Upamiętnienie
- W niepodległej Polsce zweryfikowany do stopnia majora piechoty.
- Jeszcze za życia Kazimierza Piątka wśród żołnierzy legionowych powstała Pieśń o Herwinie, stanowiąca wyraz ich szacunku i poważania; autorem był Paweł Wójcikowski ps. „Korjat”[6].
- Na jego cześć nazwano most na rzece Bobrzy („most kpt. Kazimierza Herwina-Piątka” Kielce – Słowik – dzielnica miasta) na wjeździe do Kielc od strony Krakowa – po remoncie drogi wojewódzkiej nr 762 ze starego mostu pozostawiono przy nowym belkę z napisem „MOST IM. KPT KAZIMIERZA HERWINA PIĄTKA”, ponadto postawiony niewielki obelisk, z napisem: „W TYM MIEJSCU ZNAJDOWAŁ SIĘ MOST NA KTÓRY 12 SIERPNIA 1914 R. WKROCZYŁ KPT. KAZIMIERZ HERWIN PIĄTEK NA CZELE KOMPANII KADROWEJ”. W Krakowie w dzielnicy Prądnik Biały jedna z ulic nosi jego imię.
- W krakowskiej dzielnicy Podgórze znajduje się tablica pamiątkowa wmurowana w hołdzie poległym podgórskim legionistom (wtedy Podgórze było osobnym miastem), którzy wyruszyli pod dowództwem kpt. Kazimierza Herwina-Piątka[7].

## Odznaczenia i ordery
- Krzyż Srebrny Orderu Wojskowego Virtuti Militari – pośmiertnie (nr 7089)[8]
- Krzyż Niepodległości – pośmiertnie[9].
- Odznaka Pamiątkowa „Pierwszej Kadrowej”[10]